# Jean-Claude Forest
Jean-Claude Forest (Le Perreux-sur-Marne, 11 de setembro de 1930 — Paris, 29 de dezembro de 1998) foi um escritor e ilustrador francês, conhecido como o criador da heroína de ficção científica Barbarella.

## Biografia
Formado nos anos 1950 pela Escola de Desenho de Paris, Forest começou a trabalhar como ilustrador, principalmente de histórias em quadrinhos. Seus trabalhos eram publicados em veículos variados, de tirinhas a capas desenhadas de diversas revistas e jornais, como o France Soir.
No começo dos anos 1960, junto com o cineasta Alain Resnais, ajudou a fundar o Clube Francês de Tiras de Quadrinhos.
Criador de heroínas sexies que se tornaram populares na França, como 'Marie Mathématique', 'Bébé Cyanure' e 'Hypocrite' Forest alcançou fama mundial quando publicou a primeiro dos livros em quadrinhos sobre Barbarella, em 1962. Os quadrinhos tornaram-se um bestseller imediato e foram traduzidos em doze línguas. Em 1968 a história foi adaptada para o cinema no filme Barbarella, por Terry Southern (roteiro) e Roger Vadim (direção), com Forest atuando como consultor e Jane Fonda no papel da liberal heroina.
Além da obra pelo qual se tornou mais famoso, ele também criou diversos 'cartoons' e livros de HQ, além de escrever roteiros para a televisão francesa.
Sofrendo de uma severa asma por muito anos, veio a falecer em 1998, aos 68 anos de idade.

## Prêmios
- 1983 - Grand Prix de la Ville d'Angoulême (prêmio do Festival de Quadrinhos de Angoulêmme)[1]

## Fonte da tradução
- Este artigo foi inicialmente traduzido, total ou parcialmente, do artigo da Wikipédia em inglês cujo título é «Jean-Claude Forest», especificamente desta versão.